# Tarascolus bolivari
Tarascolus bolivari är en mångfotingart som beskrevs av Chamberlin 1943. Tarascolus bolivari ingår i släktet Tarascolus och familjen Atopetholidae. Inga underarter finns listade i Catalogue of Life.